# Hiroto Yamami
Hiroto Yamami (山見 大登?, Yamami Hiroto; Osaka, 16 agosto 1999) è un calciatore giapponese, attaccante del Tokyo Verdy.